# Pariser Platz

Pariser Platz com o Portão de Brandemburgo ao fundo.

Pariser Platz é uma praça, localizada no centro de Berlim, Alemanha, no final da avenida Unter den Linden. Nela, está localizado o Portão de Brandemburgo.
O pórtico-símbolo da cidade abriga prédios de embaixadas e do parlamento. Edifícios de grande porte, porém não monumentais, compõem a praça com algumas fachadas simples, mas charmosas, e outras mais trabalhadas e bem compostas.

## História

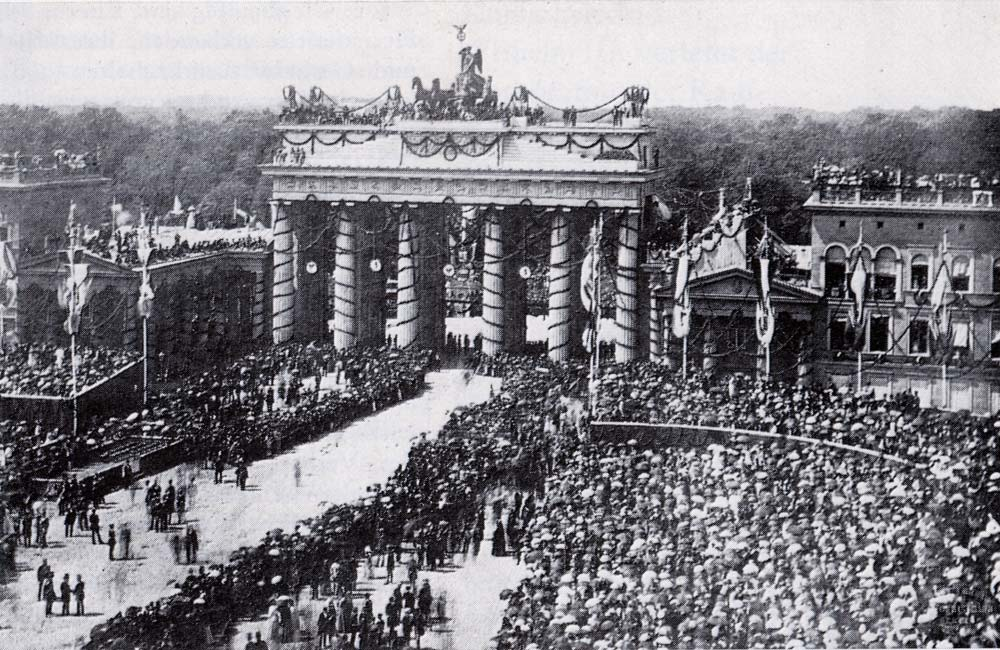
Pariser Platz em 1871 durante as comemorações da vitória na Guerra Franco-Prussiana.

Na divisa entre as extintas Berlim Oriental e Berlim Ocidental, localizado na Praça de Paris (em alemão:  Pariserplatz), o Portão de Brandemburgo foi o símbolo da divisão da cidade. Desde a queda do Muro de Berlim, ele se tornou o símbolo da Berlim reunificada. A Pariser Platz, que foi uma área desolada, hoje está totalmente reestruturada e recuperou a sua grandeza peculiar do século XIX.
O Portão de Brandemburgo foi projetado por Carl Gotthard Langhans. Ele foi construído entre 1778 e 1791. A decoração, incluindo as figuras da mitologia grega, levou outros 4 anos para ser concluída. A quadriga da vitória (carro puxado por quatro cavalos, peculiar de figuras mitológicas) sobre o portão foi construída em 1793 por Johann Gottfried Schadow. Originalmente ela era um símbolo de paz.
Durante a ocupação de Berlim pela França, em 1806, Napoleão Bonaparte ordenou que a quadriga fosse levada para Paris. Após a Batalha de Waterloo (1815), a quadriga foi triunfantemente recuperada e levada de volta para Berlim, e se tornou um símbolo de vitória.

Panorama